# Флеминг, Ричард (епископ)
Ричард Флеминг (ок. 1385, Крофтон, Уэст-Йоркшир — 25/26 января 1431, Слифорд, Линкольншир) — английский священнослужитель, епископ Линкольнской епархии Провинции Кентербери (1420—1427). Архиепископ Йоркский (1424—1425).
Основатель Линкольн-колледжа (Оксфорд) (1427).

## Биография
Дворянского происхождения.
Получил образование в Университетском колледже Оксфорда. Получив ученую степень, в 1406 году стал пребендарием Йорка, в следующем году -младшим сотрудником университета. В 1409 году был назначен в комитет из двенадцати цензоров, которым было поручено изучить сочинения Джона Уиклифа и определить содержащиеся в них еретические идеи. Позже в том же году его обвинили в поддержке некоторых ошибочных суждений Уиклифа в публичном диспуте, за что он навлек на себя порицание архиепископа Арундела. Флеминг, должно быть, был либо реабилитирован, либо отказался от своей предполагаемой ереси, потому что он всё ещё был членом комитета цензоров, когда в 1411 году был опубликован список ошибок Уиклифа.
Позже стал ярым сторонником учения Джона Уиклифа. С годами превратился в его стойкого противника. Около 1415 года Флеминг был назначен священником в Бостон в Линкольншире. Присутствовал на Констанцском вселенском соборе с конца 1416 по начало 1418 г., где произнес ряд дошедших до нас проповедей, каждая из которых свидетельствует о сильной озабоченности духовной реформой. В ноябре 1419 г. был назначен на службу в Линкольн, а в апреле 1420 г. был рукоположен Мартином V в епископы Линкольна. Он присутствовал на соборе Павии и Сиены в 1428—1429 годах и в присутствии папы произнес красноречивую речь в защиту прав английской «нации» и в поддержку папской власти против более радикальных сторонники соборности; эта проповедь, по-видимому, не сохранилась. Вероятно, именно по этому поводу он был назначен камергером римского папы.
В 1427 году, получив разрешение от короля Англии Генриха VI, Флеминг основал новый колледж при Оксфордском университете, целью которого была задача обучения священнослужителей, которые в будущем должны были бороться со взглядами, выраженными последователями Джона Уиклифа. Этот колледж был назван Линкольн-колледжем Флеминга.
Как епископ он прославился своей хорошей организацией. Расширил Линкольнский собор, добавив часовню, в которой он позже был похоронен.

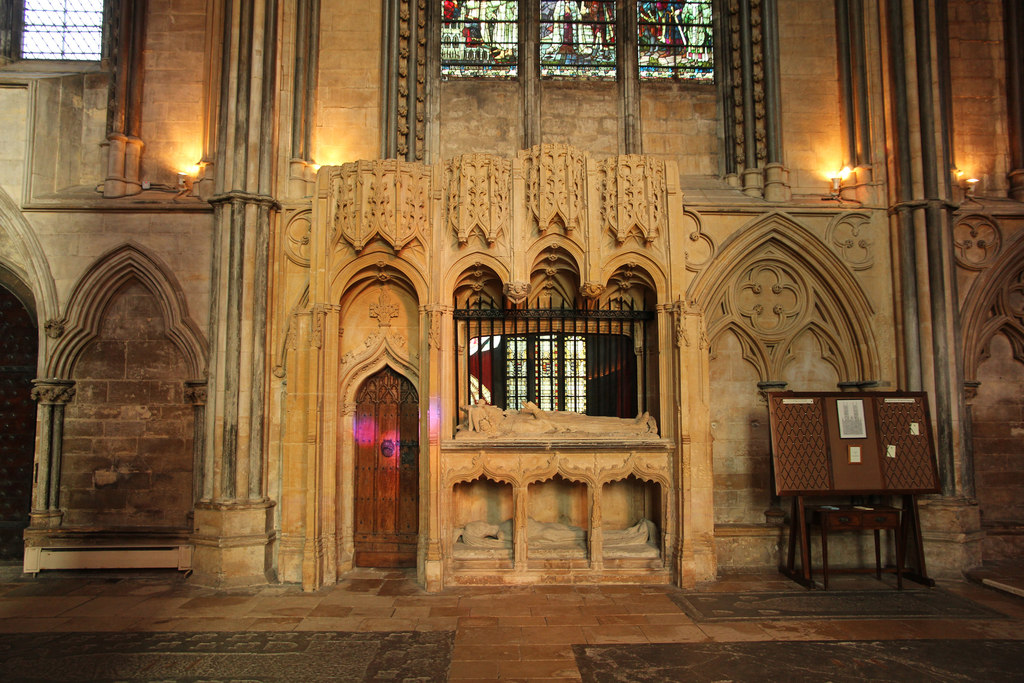
Гробница Ричарда Флеминга